# Tetrao
Tetrao Linnaeus, 1758 è un genere di uccelli della famiglia dei Phasianidae.

## Tassonomia
Comprende 2 specie:
- Tetrao urogallus Linnaeus, 1758 - gallo cedrone
- Tetrao urogalloides Middendorf, 1853 - gallo cedrone dal becco nero